# Palazzo Valdisavoia
Palazzo Valdisavoia (o Valdisavoja) è un palazzo storico di Catania, ubicato lungo via Vittorio Emanuele II, esempio di barocco siciliano.

## Storia dell'edificio

### La costruzione originaria
Il Palazzo sorge su una delle aree più antiche edificate in città, in prossimità dei Teatri Greci e Romani. Infatti, già in una rappresentazione della città da parte di un anonimo, datata 1584 che in quella dello Stizzia del 1592, si notano due percorsi che a Nord, ad Ovest ed ad Est testimoniano la permanenza dell'edificio, lungo la Via Sant'Agostino e la Via Tineo. 
Dunque, il Palazzo era ubicato sullo stesso sito probabilmente già prima del Terremoto del 1693, dato riscontrabile anche dalle verifiche e dalle stime dei danni effettuate, nel 1695, da Giuseppe Longobardo (Maestro muratore del Comune). Egli descrisse che "parte delle 280 canne del tenimento di case era andato distrutto" e specificando che i muri posti nell'area nord erano da "sostanziare". Difatti, tutta l'area nord del manufatto risulta costruita con una muratura di spessore maggiore notevolmente considerevole rispetto all'ala sud. 

### La ricostruzione post terremoto del 1693
La costruzione fu iniziata nel 1695, mantenendo lo stato di proprietà della famiglia Gravina Cruyllas, marchesi di Francofonte e principi di Palagonia. Il progetto realizzato è attribuibile all'architetto catanese Alonzo di Benedetto, mentre la costruzione venne affidata a Giuseppe Longobardo. Il Palazzo venne completato intorno al 1702, con la facciata principale, orientata a sud, che venne allineata all'asse stradale denominato Strada Reale (attuale Via Vittorio Emanuele II), appena tracciato dalle disposizioni urbanistiche imposte dal Duca di Camastra.

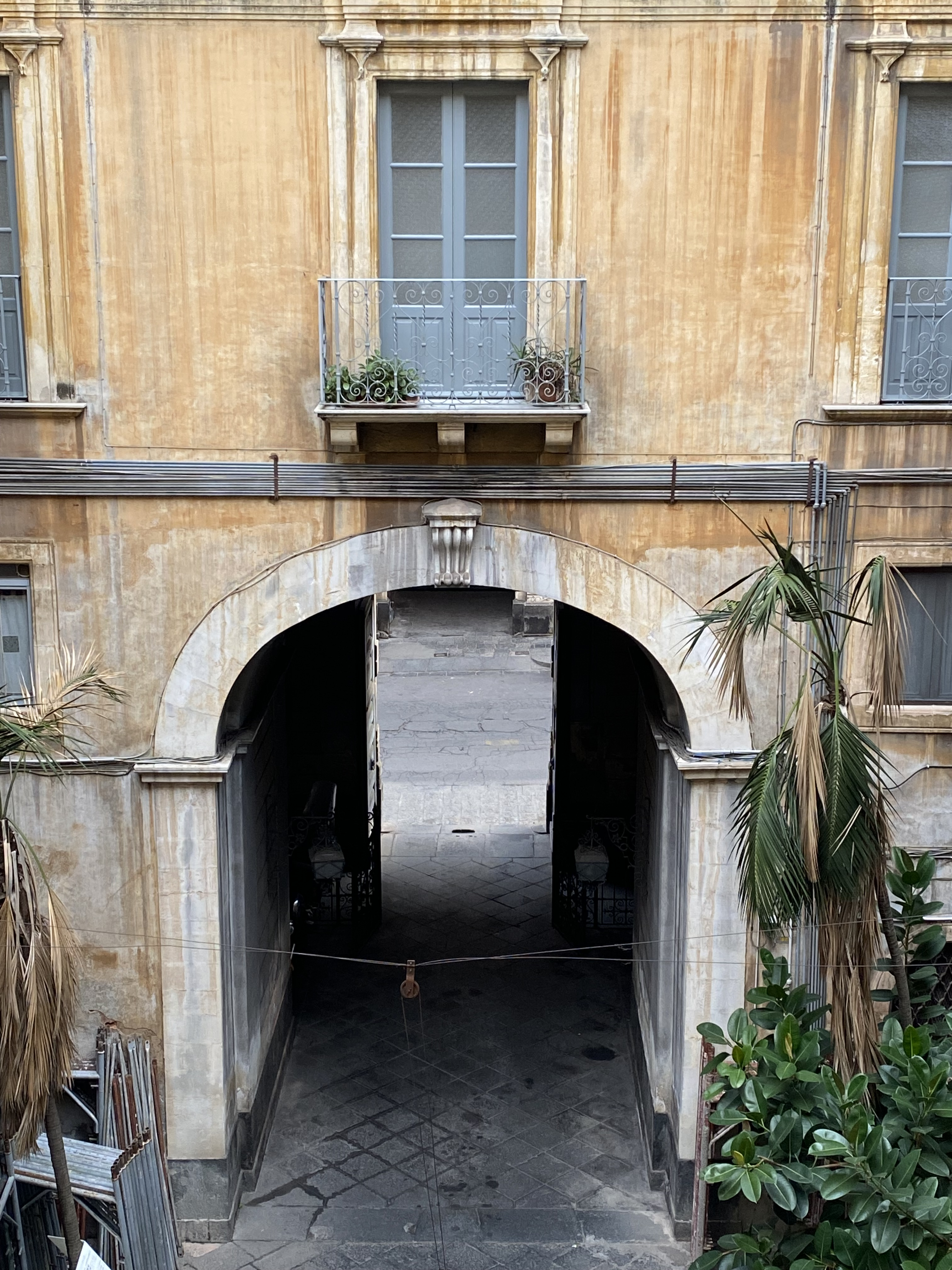
Particolare del portale d'ingresso visto dalla Corte

Il Palazzo Nobiliare, posto in forte pendenza per il dislivello di quota stradale degradante da nord a sud, ha una tipologia costruttiva a blocco con corte quadrata interna che si è mantenuta nel tempo. Infatti, il progetto settecentesco del Di Benedetto, del quale si evidenzia l'espressione artistica soprattutto nel grande portale contornato da una tribuna e con cornici a bugnato diamantato, è tuttora leggibile stilisticamente. 
Nella sua conformazione originaria il palazzo comprendeva un piano terra destinato a botteghe, un piano ammezzato destinato alla servitù e il piano nobile, in parte sormontato da un ulteriore piano ammezzato per la servitù e la lavanderia. La facciata, orientata a sud, è riccamente decorata soprattutto con stucchi e fregi intorno alle finestre del piano Nobile mentre concludeva il prospetto una grande cornice sorretta da mensole.

### La ristrutturazione del 1866
Nel 1866, il Principe di Valdisavoia commissionò un grande intervento di ristrutturazione, affidato all'ingegnere Mario Di Stefano, al fine di consolidare il manufatto dopo le lesioni dovute agli eventi sismici, tra cui il terremoto del 20 febbraio 1818. Il Palazzo venne, altresì, trasformato altimetricamente e fu aggiunto (attraverso una sopraelevazione) un piano borghese per affitto con ammezzato, come era uso in quegli anni tra la nobiltà che possedeva antichi palazzi, come metodo di investimento. Questa trasformazione è evidente non solo per l'allungamento dei prospetti, ma anche per il diverso uso e taglio della pietra bianca di Siracusa, adoperata per le paraste a tutt'altezza sino alla cornice. Inoltre, il piano borghese risulta troppo ravvicinato alla finestra timpanata principale dell'edificio, mentre i soffitti hanno un'altezza inferiore rispetto a quelli del piano nobile. 
Inoltre, tra le principali opere del Di Stefano vi è la sostituzione (mantenendo la medesima ubicazione) dello scalone monumentale settecentesco, che dalla corte interna sull'ala nord arriva ai piani superiori. Il nuovo scalone monumentale, interamente marmoreo, è composto da uno scalone a doppia rampa sormontato da volte a crociera con colonne binate. La copertura dell'edificio fu realizzata con un tetto a due falde su ogni orientamento, con materiale di laterizio cotto con coppi siciliani. Sul lato nord est, inoltre, è incuneata nella falda più esterna una terrazza leggermente degradante. 

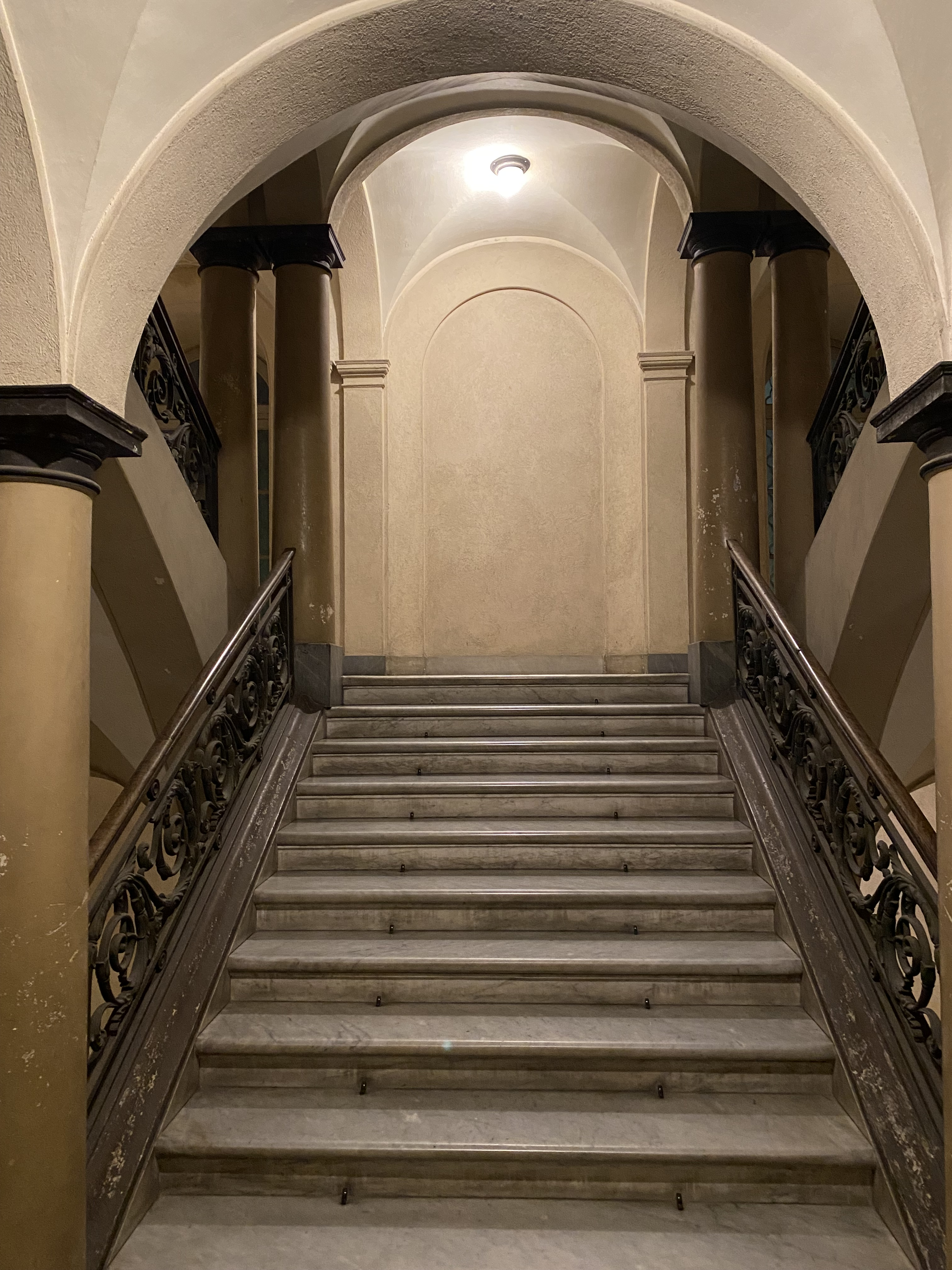
Parte dello Scalone Monumentale del 1866

Al termine della ristrutturazione avviata nel 1866, i prospetti della corte interna risultavano stilisticamente di realizzazione ottocentesca, e il Piano Nobile risulta avanzato rispetto al Piano Borghese lungo i lati est ed ovest della corte, formando due lunghe gallerie vetrate, i cui infissi sono stati sostituiti ulteriormente alla fine dell'ottocento. 
All'interno dell'edificio, al piano terra dello scalone monumentale, lungo l'ala nord, vi è una porta d'accesso al piano seminterrato attraverso una rampa di scale che arriva ad un piano di calpestio sotto la quota stradale della via Tineo a nord. Questo ambiente, finestrato a filo con la quota stradale in forte pendenza da nord ovest a nord est, nell'Ottocento conteneva la caldaia a legno che riscaldava il piano nobile. 
Inoltre, da tale piano seminterrato, attraverso una rampa più profonda, si accede al piano sotterraneo, composto da tre stanze aperte divise da grossi pilastri in muratura con il soffitto a volta a crociera. Tale ambiente è separato dalla rampa di accesso che forma ai due lati due ingressi tipo cunicoli con arco a sesto acuto ribassato. L'ingresso dal lato est è stato murato a fine Ottocento e conduceva all'Odeon romano, congiungendosi ad esso attraverso un cunicolo sotterraneo perpendicolare alla strada. Inoltre, tale piano sotterraneo consentiva l'accesso al fiume Amenano, che scorre sotterraneo al piano stradale, fornendo dunque, nei secoli, l'acqua all'edificio.

### La cessione al Comune e la proprietà britannica
Nel 1883, Giuseppe Gravina Cruyllas, ultimo discendente Principe di Valdisavoia, redigendo il proprio testamento, nega ogni lascito ai parenti Baroni Francicanava, lasciando il Palazzo insieme agli altri suoi averi (salvo Palazzo Bruca e i magazzini siti nel Gallazzo, l'attuale quartiere di San Cristoforo) al Comune di Catania, con l'obbligo di creare, costruire e finanziare la Scuola pratica dell'istituto agrario siciliano (attuale istituto superiore di agraria Valdisavoia). 
Successivamente, nel 1925, l'ingegnere Mannino del Comune di Catania venne incaricato di stimare il valore di Palazzo Valdisavoia, acquistato dalla famiglia inglese Aveline, trasformandolo nel consolato britannico della città. Successivamente, il Piano Nobile dell'edificio venne affittato alla Provincia di Catania, che vi insediò una succursale dell'istituto tecnico Cannizzaro.

### L'attuale proprietà
Quindi, nel 1970 l'edificio venne acquistato dagli attuali proprietari che si impegnarono in una lunga opera di ristrutturazione che, per quanto riguarda il Piano Nobile, impiegò oltre 5 anni. Inoltre, alcune botteghe vennero riconvertite in appartamenti (lungo via Tineo) mentre vennero realizzati degli ingressi autonomi per gli appartamenti del piano ammezzato. Attualmente, l'edificio è adibito ad abitazione privata.

## Stile architettonico e costruttivo
Palazzo Valdisavoia è contornato, sui prospetti ovest, sud ed est da un basamento a blocchi di pietra lavica. Inoltre, sul lato sud, è evidente il taglio dei cantonali (composti da grandi blocchi di pietra lavica) avvenuto durante il livellamento della quota stradale di Via Vittorio Emanuele II nel 1869, su progetto degli ingegneri Ignazio Landolina, Mario Di Stefano e Pietro Beltrami. Le paraste, realizzate in pietra bianca di Siracusa, sono poste ai lati estremi dei prospetti sud, est ed ovest e si sviluppano dai cantonali sino alle mensole del cornicione aggettante. 

### Il prospetto sud: la facciata principale

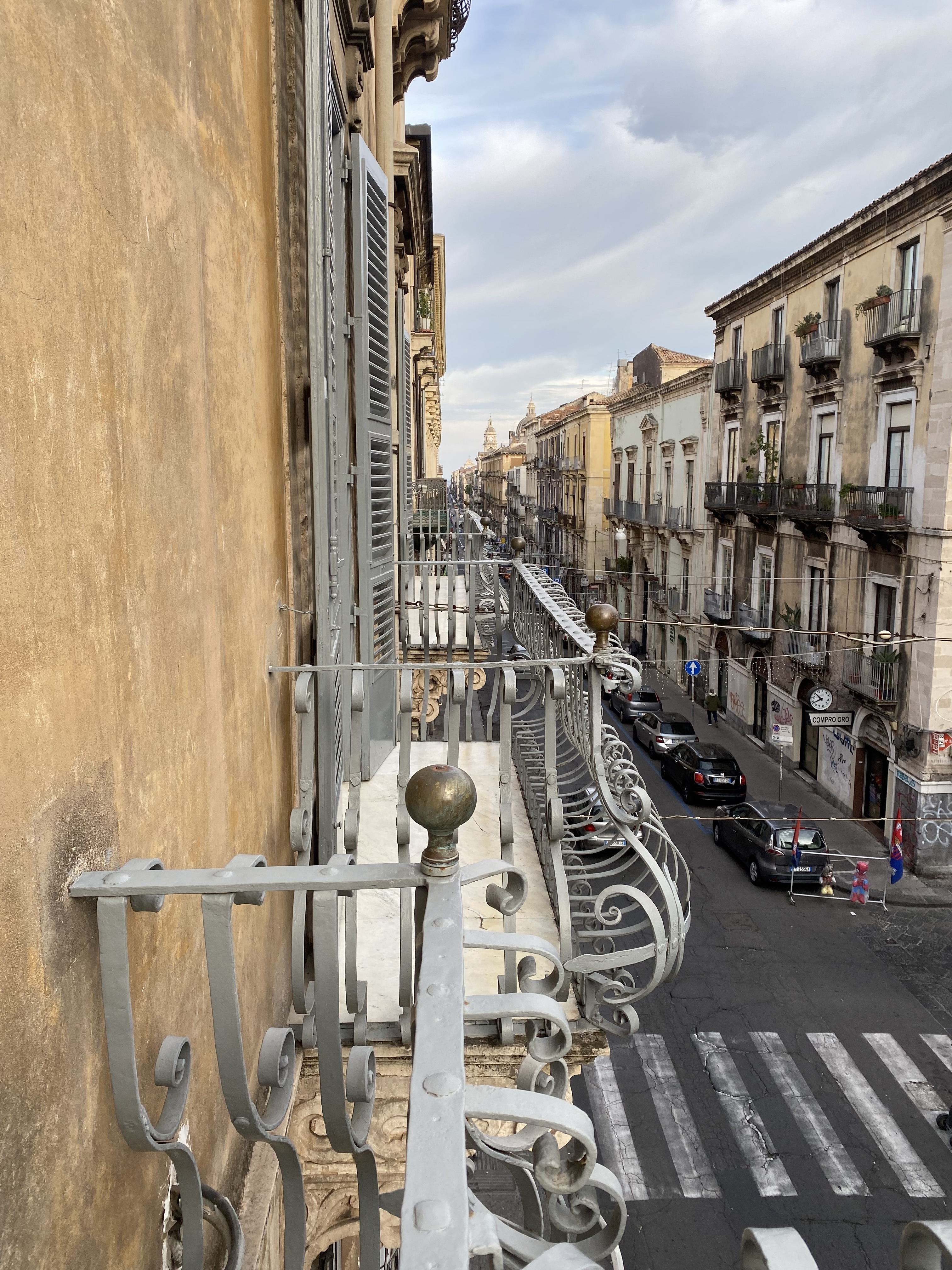
Particolare dei Balconi del Piano Nobile

Il prospetto sud è composto, al piano terra, da una serie di botteghe, tagliate ad arco e incorniciate da pietra bianca liscia, al cui interno sono visibili le volte a crociera. Di seguito, si trovano le finestre del piano ammezzato, dotate di piccolo balcone con ringhiera in ferro curvato. Al di sopra di questi, è evidente la grande fascia di marcapiano in pietra bianca di Siracusa, a blocchi rettangolari lisci. Su tale fascia si sviluppano le grandi mensole decorate con motivi floreali che sorreggono i balconi del Piano Nobile, con un lungo balcone centrale che sormonta la imponente cornice bugnata del portale d'ingresso. 
Il balcone centrale, tipico dell'architettura barocca, è l'elemento principale della facciata ed è costituito da una ringhiera in ferro, mentre la finestra è contornata da una serie di cornici a rilievo in pietra bianca decorate da motivi floreali, mascheroni allegorici, conchiglie e volute, che raggiungono il timpano a semi arco, decorato anch'esso con volute. Tutte le altre finestre del Piano Nobile hanno un timpano rettangolare con doppia cornice a fascia e piccoli motivi floreali. Due lunghi balconi angolari, posti a sud ovest ed a sud est, completano la facciata settecentesca, alla quale venne aggiunto il Piano Borghese con la ristrutturazione del 1866. Qui, le finestre sono contornate da una doppia cornice liscia, priva di timpano e decorazioni, con balconi sorretti da mensole e ringhiere in ferro. Il medesimo stile architettonico è presente anche lungo i prospetto est ed ovest. 

### Il prospetto nord: l'area più antica dell'edificio

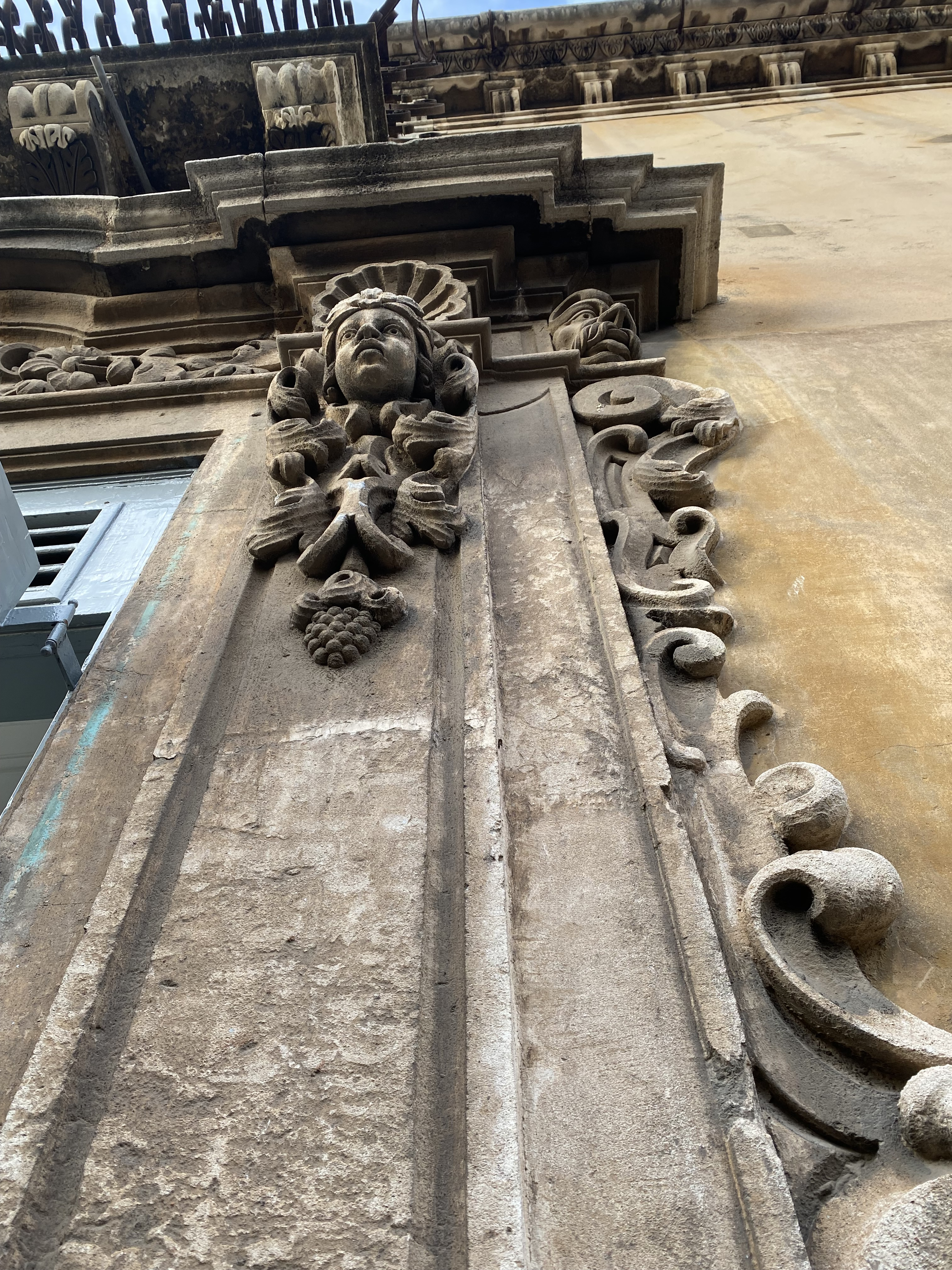
Figure allegoriche del balcone principale del Piano Nobile

Il prospetto a nord, che risulta essere l'ala più antica del manufatto per il grosso spessore della muratura. Esso era già presente agli inizi del seicento ed è composto dall'antico muro perimetrale, antecedente al Terremoto del 1693, consolidato durante la ricostruzione del 1695-1702 e nuovamente consolidato e rimaneggiato alla fine del XIX secolo. Il prospetto nord, nella parte centrale, contiene le grandi finestre che illuminano lo Scalone Monumentale, formate da una coppia di aperture ad arco per piano. Inoltre, vi è una finestra leggermente più grande, a filo con il piano stradale, che da luce al piano seminterrato, mentre la prima coppia di finestre corrisponde al calpestio del piano terra. La fascia di marcapiano evidenzia, invece, la coppia di finestre del Piano Nobile. Infine, sono presenti ulteriori finestre nel prospetto, alcune dotate di balcone, che risultano poste tra loro in maniera simmetrica. 

### Il tipico giallo ocra dell'edificio
Tutti i prospetti presentano strati di intonaco di colore giallo ocra, elemento che rende il Palazzo l'esempio di utilizzo di tale tonalità nella città di Catania. Inoltre, l'intonaco risulta, attualmente, in buono stato di conservazione.

## Il Piano Nobile
Il Piano Nobile, oggi adibito ad abitazione civile, contiene, partendo da nord, le antiche cucine, mentre lungo i lati ovest e sud si sviluppano i Saloni e le sale di rappresentanza. I soffitti, tutti originari, presentano in tre stanze dei cassettoni lignei intagliati. Il Salone delle Feste è interamente affrescato a volta con scene allegoriche e stucchi, mentre le ulteriori sale sono affrescate con scene dell'Antica Roma, di luoghi d'Italia e con lo Zodiaco. 
I pavimenti originari in ceramica siciliana, sono stati successivamente sostituiti con marmo rosa del Portogallo nel Salone delle Feste, con ceramica nel corridoio e nel piano ammezzato. Il Piano Nobile prosegue lungo il lato est, dove sono presenti ulteriori ambienti con soffitti affrescati con motivi floreali semplici mentre sono stati mantenuti i pavimenti in ceramica siciliana della seconda metà dell'ottocento. Inoltre, sempre nell'ala est del Piano Nobile, era presente la cappella privata del Palazzo. 
Le pareti di tutto il Piano Nobile sono rivestite con stoffe in stile settecentesco.

## Il Piano Borghese
Gli appartamenti del Piano Borghese non contengono elementi decorativi di pregio, tuttavia alcune stanze conservano i pavimenti con mattonelle in ceramica siciliana della seconda metà dell'ottocento.

## Cronologia dell'edificio
Di seguito, in sintesi, i principali interventi riguardanti la costruzione, interventi architettonici e i passaggi di proprietà dell'edificio:
- Terremoto del 1693: l'11 gennaio 1693, in seguito al Terremoto, avviene la distruzione parziale del "Tenimento di case" di proprietà della Famiglia Gravina Cruyllas, Marchesi di Francofonte e Principi di Palagonia;
- 1695: inizio della ricostruzione dell'edificio su progetto dell'architetto Alonzo di Benedetto da parte del costruttore Giuseppe Longobardo;
- 1702: completamento della ricostruzione dell'attuale Palazzo Valdisavoia;
- 1818: il terremoto del 20 febbraio 1818 provoca delle lesioni all'edificio;
- 1866: inizio dei lavori di ristrutturazione e trasformazione del Palazzo, su progetto dell'ingegnere Mario Di Stefano, con la trasformazione altimetrica, il consolidamento dell'edificio, l'aggiunta del Piano Borghese e la realizzazione dello Scalone Monumentale;
- 1883: Giuseppe Gravina Cruyllas, ultimo discendente Principe di Valdisavoia, lascia in eredità il Palazzo al Comune di Catania al fine di realizzare la Scuola pratica dell'istituto agrario siciliano;
- 1925: il Comune di Catania vende Palazzo Valdisavoia alla famiglia britannica degli Aveline;
- 1970: l'edificio venne acquistato dagli attuali proprietari ed è adibito ad abitazione privata.